# Коэн, Анри (нумизмат)
Анри Коэн (фр. Henry Cohen; 21 апреля 1806, Амстердам, — 17 мая 1880, Бри-сюр-Марн) — французский нумизмат, библиограф

, музыковед и композитор.

## Биография
В Париже был преподавателем музыки, впоследствии — хранителем кабинета медалей Национальной библиотеки.
Коэну принадлежат два капитальных исследования: «Всеобщее описание монет Римской республики» (фр. «Description générale de monnaies de la République romaine»; Париж, 1854) и «Всеобщее описание монет, отчеканенных Римской империей» (фр. «Description historique des monnaies frappées sous l’Empire romain»; Париж, 1859—1868, в 7 томах; 2 изд. 1880—1890). Им также составлены «Справочник любителя по книгам с виньетками XVIII века» (фр. «Guide de l’amateur de livres à vignettes du XVIII-e siècle»; Париж, 1870, переиздания 1873, 1877, 1880), «Справочник покупателя по римским и византийским медалям» (фр. «Guide de l’acheteur de médailles romaines et byzantines»; Париж, 1876) и др.